# Östasiatiska mästerskapet i fotboll för damer 2008
Östasiatiska mästerskapet i fotboll för damer 2008 var det andra östasiatiska mästerskapet för damer och avgjordes i Kina mellan 18 och 24 februari 2008.

## Gruppspel

### Tabell
| Nr | Lag       | S | V | O | F | GM | IM | MS | P |
| -- | --------- | - | - | - | - | -- | -- | -- | - |
| 1  | Japan     | 3 | 3 | 0 | 0 | 8  | 2  | +6 | 9 |
| 2  | Nordkorea | 3 | 1 | 1 | 1 | 6  | 3  | +3 | 4 |
| 3  | Kina      | 3 | 1 | 1 | 1 | 3  | 5  | −2 | 4 |
| 4  | Sydkorea  | 3 | 0 | 0 | 3 | 2  | 9  | −7 | 0 |

### Matcher
| 1           | 18 februari 2008 | Nordkorea                      | 2 – 3           | Japan                                          | Yongchuan Stadium                        |                                          |
| 17:00 UTC+8 | 17:00 UTC+8      | Ri Kum-suk 37′ Ri Un-gyong 54′ | (1 – 1) Rapport | 3′ Kozue Ando 81′ Aya Miyama 90+3′ Homare Sawa | Chongqing Domare: Cha Sung-mi (Sydkorea) | Chongqing Domare: Cha Sung-mi (Sydkorea) |
| 17:00 UTC+8 | 17:00 UTC+8      |                                |                 |                                                | Chongqing Domare: Cha Sung-mi (Sydkorea) | Chongqing Domare: Cha Sung-mi (Sydkorea) |
| 17:00 UTC+8 | 17:00 UTC+8      |                                |                 |                                                | Chongqing Domare: Cha Sung-mi (Sydkorea) | Chongqing Domare: Cha Sung-mi (Sydkorea) |

| 2           | 18 februari 2008 | Kina                         | 3 – 2           | Sydkorea                | Yongchuan Stadium                              |                                                |
| 19:30 UTC+8 | 19:30 UTC+8      | Han Duan 9′, 78′ Xu Yuan 86′ | (1 – 0) Rapport | 59′, 66′ Park Hee-young | Chongqing Domare: Pannipar Kamnueng (Thailand) | Chongqing Domare: Pannipar Kamnueng (Thailand) |
| 19:30 UTC+8 | 19:30 UTC+8      |                              |                 |                         | Chongqing Domare: Pannipar Kamnueng (Thailand) | Chongqing Domare: Pannipar Kamnueng (Thailand) |
| 19:30 UTC+8 | 19:30 UTC+8      |                              |                 |                         | Chongqing Domare: Pannipar Kamnueng (Thailand) | Chongqing Domare: Pannipar Kamnueng (Thailand) |

| 3           | 21 februari 2008 | Japan                              | 2 – 0           | Sydkorea | Yongchuan Stadium                       |                                         |
| 17:00 UTC+8 | 17:00 UTC+8      | Eriko Arakawa 16′ Shinobu Ohno 56′ | (1 – 0) Rapport |          | Chongqing Domare: Shen Huangying (Kina) | Chongqing Domare: Shen Huangying (Kina) |
| 17:00 UTC+8 | 17:00 UTC+8      |                                    |                 |          | Chongqing Domare: Shen Huangying (Kina) | Chongqing Domare: Shen Huangying (Kina) |
| 17:00 UTC+8 | 17:00 UTC+8      |                                    |                 |          | Chongqing Domare: Shen Huangying (Kina) | Chongqing Domare: Shen Huangying (Kina) |

| 4           | 21 februari 2008 | Kina | 0 – 0   | Nordkorea | Yongchuan Stadium                        |                                          |
| 19:30 UTC+8 | 19:30 UTC+8      |      | Rapport |           | Chongqing Domare: Cha Sung-mi (Sydkorea) | Chongqing Domare: Cha Sung-mi (Sydkorea) |
| 19:30 UTC+8 | 19:30 UTC+8      |      |         |           | Chongqing Domare: Cha Sung-mi (Sydkorea) | Chongqing Domare: Cha Sung-mi (Sydkorea) |
| 19:30 UTC+8 | 19:30 UTC+8      |      |         |           | Chongqing Domare: Cha Sung-mi (Sydkorea) | Chongqing Domare: Cha Sung-mi (Sydkorea) |

| 6           | 24 februari 2008 | Kina | 0 – 3           | Japan                                   | Yongchuan Stadium                              |                                                |
| 14:00 UTC+8 | 14:00 UTC+8      |      | (0 – 2) Rapport | 19′, 42′ Shinobu Ohno 55′ Yuki Nagasato | Chongqing Domare: Pannipar Kamnueng (Thailand) | Chongqing Domare: Pannipar Kamnueng (Thailand) |
| 14:00 UTC+8 | 14:00 UTC+8      |      |                 |                                         | Chongqing Domare: Pannipar Kamnueng (Thailand) | Chongqing Domare: Pannipar Kamnueng (Thailand) |
| 14:00 UTC+8 | 14:00 UTC+8      |      |                 |                                         | Chongqing Domare: Pannipar Kamnueng (Thailand) | Chongqing Domare: Pannipar Kamnueng (Thailand) |

| 5           | 24 februari 2008 | Sydkorea | 0 – 4           | Nordkorea                                              | Yongchuan Stadium                      |                                        |
| 19:30 UTC+8 | 19:30 UTC+8      |          | (0 – 4) Rapport | 53′, 78′ Kim Yong-ae 68′ Hong Myong-gum 69′ Ri Kum-suk | Chongqing Domare: Baba Sachiko (Japan) | Chongqing Domare: Baba Sachiko (Japan) |
| 19:30 UTC+8 | 19:30 UTC+8      |          |                 |                                                        | Chongqing Domare: Baba Sachiko (Japan) | Chongqing Domare: Baba Sachiko (Japan) |
| 19:30 UTC+8 | 19:30 UTC+8      |          |                 |                                                        | Chongqing Domare: Baba Sachiko (Japan) | Chongqing Domare: Baba Sachiko (Japan) |